# 7digital
7digital is een Brits aanbieder van digitale muziek en online radiodiensten. Het bedrijf verkoopt diensten business-to-business, zo verzorgt de onderneming de downloaddiensten van Last.fm en verschillende webwinkels. Daarnaast verkoopt 7digital muziek rechtstreeks aan consumenten via haar eigen webwinkel en mobiele apps. Verder bieden dochterondernemingen content voor verschillende radiostations van de BBC. In 2007 won 7digital de Red Herring 100 Europe Award, een onderscheiding die wordt uitgereikt door  het gelijknamige tijdschrift Red Herring aan startups en privéondernemingen.
Afhankelijk van de mogelijkheden die de licentiehouder van de muziek biedt, verkoopt 7digital muziek in de bestandsformaten WMA, AAC en MP3. De kwaliteit uitgedrukt in bitrate varieert van 192 tot 320 kbit/s. Sommige albums bevatten tekst en grafisch materiaal (het "cd-boekje") in een pdf-bestand. Video wordt aangeboden in de formaten WMV en MP4.

## Geschiedenis
7digital werd in 2004 opgericht door Ben Drury en James Kane. In eerste instantie werden er downloadwinkels gebouwd voor bedrijven. Sinds 2005 is 7digital onder eigen naam ook direct aan consumenten gaan verkopen. In 2007 sloot het bedrijf overeenkomsten om als eerste de albums zonder DRM online te distribueren van The Rolling Stones (periode 1971-2005), van Pink Floyd en van Radiohead. De albums van Radiohead konden in eerste instantie alleen volledig gekocht worden; afzonderlijke liederen konden niet gekocht worden. In 2008 verkocht 7digital als eerste in Europa DRM-vrije MP3-muziek van de vier grootste platenmaatschappijen. Tot 2011 verkocht Spotify muziek via 7digital. In juni 2014 fuseerde 7digital met UBC Media Group. De nieuwe organisatie ging verder onder de naam 7digital Group.